# Yangliutang
Yangliutang (kinesiska: 杨柳塘, 杨柳塘镇) är en köping i Kina. Den ligger i provinsen Guizhou, i den sydvästra delen av landet, omkring 150 kilometer öster om provinshuvudstaden Guiyang. Antalet invånare är 13926. Befolkningen består av 6 853 kvinnor och 7 073 män. Barn under 15 år utgör 30 %, vuxna 15-64 år 57 %, och äldre över 65 år 12,0 %.